# Венера-1

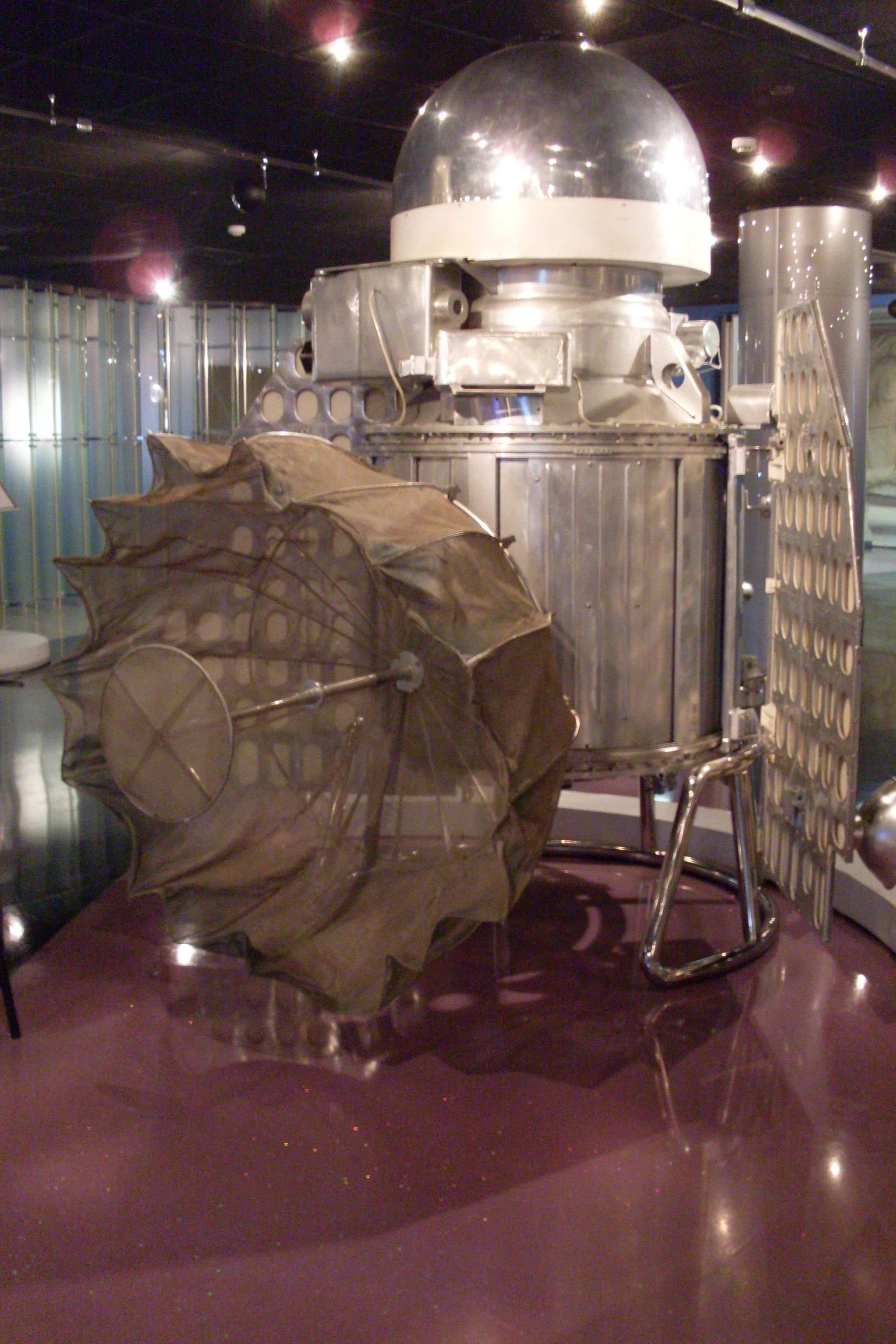

«Венера-1» — автоматична міжпланетна станція (АМС), призначена для дослідження планети Венера.

## Опис
Циліндр з герметичною сферичною верхньою частиною — камерою, наповненою азотом під тиском в 1,2 атмосфери.
Довжина — 2,035 метра, діаметр — 1,05 метра. Маса — 643,5 кг.
Дві панелі сонячних батарей, що кріпилися в радіальному напрямі з двох боків циліндричного корпусу, забезпечували зарядку срібно-цинкових акумуляторів.
На зовнішній поверхні корпусу було прикріплено параболічну антену діаметром 2 метри, для передачі даних на Землю на частоті 922,8 МГц.
Наукові прилади: магнітометр, два іонні збирачі, для виміру параметрів сонячного вітру, детектор мікрометеоритів, Лічильник Гейгера і сцинтиляційний детектор для вимірювання космічного випромінювання.
В нижній частині космічного апарата було встановлено двигун КДУ-414, що призначався для корекції траєкторії польоту.

## Політ
Автоматична міжпланетна станція «Венера-1» була запущена 12 лютого 1961 року о  00:34:36 універсального часу.
Ракета-носій «Молнія» вивела міжпланетний апарат на навколоземну орбіту з апогеєм 282 км і перигеєм 229 км. Після чого АМС «Венера-1» була переведена на траєкторію польоту до планети Венера. Вперше у світі було здійснено запуск космічного апарата з навколоземної орбіти до іншої планети.
Останній сеанс зв'язку з «Венерою-1» відбувся 19 лютого 1961 року. Через 7 діб, коли станція перебувала на відстані 1,9 мільйонів кілометрів від Землі, контакт був втрачений.
19-20 травня 1961 року АМС пройшла на відстані приблизно 100 000 км від планети Венера і перейшла на геліоцентричну орбіту.
Останній слабкий сигнал від станції був отриманий британським радіотелескопом Джордел Бенк в червні 1961 року. В СРСР вважали, що зв'язок із станцією був втрачений через перегрів датчика напряму на Сонце.

## Результати
Зі станції «Венера-1» були передані на землю дані вимірів параметрів сонячного вітру і космічних променів біля Землі, а також на відстані 1,9 мільйонів кілометрів від Землі. Після відкриття сонячного вітру апаратом «Луна-2», станція «Венера-1» підтвердила наявність плазми сонячного вітру в міжпланетному космічному просторі.
Вперше для передачі телеметричної інформації було застосовано параболічну антену та техніку орієнтування за трьома осями космічного апарата за Сонцем та зіркою Канопус. Запуск автоматичної міжпланетної станції «Венера-1» започаткував розвиток космічних досліджень інших планет. «Венера-1» стала першим космічним апаратом, який пролетів біля планети Венера.